# Szklana Huta (Łomnica)
Szklana Huta (niem. Glashütte) – przysiółek wsi Łomnica w Polsce, położony w województwie wielkopolskim, w powiecie nowotomyskim, w gminie Zbąszyń.
W latach 1975–1998 przysiółek administracyjnie należał do województwa zielonogórskiego.
W pobliżu wsi, na pagórku wydmowym znajduje się wieża obserwacyjna.